# In Passing
In Passing (ang. Mimochodem) to szesnasty singiel grupy Indica. Jest to również pierwszy singiel w języku angielskim. Promował on album A Way Away.

## Lista wydawnictw

### Europa(2010) /Nuclear Blast
1. "In Passing" (radio edit)
2. "Islands Of Light" (album vershion)

### Finlandia(2010) /Nuclear Blast
Wersja dostępna tylko na terenie Finlandii i w sklepie wytwórni.
1. "In Passing" (radio edit)
2. "Islands Of Light" (album vershion)
3. "In Passing" (album vershion)

### Europa(2010) /Nuclear Blast
Digipack, zawiera trzy utwory, wersja promo.
1. "In Passing" (radio edit)
2. "In Passing" (alternative mix)
3. "In Passing" (instrumental)